# Diego Conesa
Diego Conesa Alcaraz (n. Fuente Álamo, Región de Murcia; 19 de junio de 1973) es un político español del PSOE, que fue secretario general del PSOE de la Región de Murcia y  delegado del Gobierno en esa región. Está casado y tiene dos hijos.

## Biografía
Nacido en Fuente Álamo, es licenciado en Derecho tras cursar dichos estudios en Universidad de Murcia y la UNED. Desde los 19 años reside en Alhama de Murcia. En 1998 decide emprender con un nuevo proyecto empresarial. Así surgió Tribulex Asesores, empresa donde ha ejercido como gerente durante 16 años siendo trabajador autónomo. Con los años ha ido ampliando su formación, además de la licenciatura en Derecho, con los títulos oficiales de Gestor Administrativo, Administrador de Fincas, Máster en Abogacía y varios Cursos Superiores de Gestión empresarial, fiscalidad, contabilidad, seguridad social, finanzas, comercio internacional e internet.
Es afiliado de Juventudes Socialistas desde 1996 y del PSOE desde 2007. En las elecciones municipales del 22 de mayo de 2011 fue elegido concejal del Ayuntamiento de Alhama de Murcia, siendo el número 3 de la candidatura municipal, siendo elegido en 2012 secretario general de la agrupación local y, posteriormente en 2013, portavoz del Grupo Municipal Socialista. En 2014 fue elegido el candidato socialista a la Alcaldía de Alhama de Murcia, tras un proceso de primarias y en 2015 llegó a la alcaldía tras ganar por mayoría simple las elecciones municipales, ayuntamiento que llevaba 16 años siendo gobernado por el PP.
Presentó su candidatura a la secretaría general del PSOE de la Región de Murcia, concurriendo a primarias frente a sus compañeros de partido María González Veracruz y Francisco Lucas Ayala, ganado en primera vuelta por 13 votos. Tras la segunda vuelta celebrada el 30 de septiembre de 2017, obtiene el apoyo del 51% de los votos, siendo elegido secretario general del PSOE de la Región de Murcia.
En junio de 2018 es nombrado Delegado del Gobierno en la Región de Murcia. Se posicionó a favor del soterramiento de las vías en el barrio del Carmen por parte de Renfe participando en muchas manifestaciones.
En mayo de 2019 gana las elecciones autonómicas en la Región de Murcia, obteniendo 17 diputados en la Asamblea Regional, rompiendo así con 24 años de victorias ininterrumpidas del Partido Popular en la Región de Murcia

## Cargos desempeñados
- Gerente de la empresa Tribulex Asesores (1998-2014).
- Concejal en el Ayuntamiento de Alhama de Murcia (2011-2018).
- Secretario general del PSOE de Alhama de Murcia (2012-2017).
- Portavoz del Grupo Socialista en el Ayuntamiento de Alhama de Murcia (2013-2015) .
- Alcalde de Alhama de Murcia. (2015-2018).
- Secretario general del Partido Socialista de la Región de Murcia (PSRM) (2017-2021).
- Delegado del Gobierno en la Comunidad Autónoma de la Región de Murcia (2018-2019).
- Diputado en la Asamblea Regional de Murcia (2019-2021).
- Portavoz del Grupo Socialista en la Asamblea Regional de Murcia (2019-2021).